# Uncifera
Uncifera é um género botânico pertencente à família das orquídeas (Orchidaceae).